# Ростовцев, Николай Евгеньевич (1893)
Николай Евгеньевич Ростовцев (до 26 августа 1915 — Шиллер; 24 июля 1893, станция Сиверская — 22 февраля 1938, Ленинград) — русский советский военно-морской преподаватель и инженерный работник, заместитель председателя Постоянной комиссии по наблюдению за постройкой кораблей, инженер-флагман 3-го ранга (1936).

## Биография
Родился 24 июля 1893 года на станции Сиверской Санкт-Петербургской губернии в семье личного дворянина, статского советника, помощника казначея канцелярии Его Императорского Величества. В 1905—1909 годах учился в 1-м Санкт-Петербургском реальном училище. 7 сентября 1909 года зачислен воспитанником в Морской корпус. 1 августа 1910 года переведён в младший специальный класс, произведён в гардемарины и зачислен на действительную службу.
9 сентября 1912 года произведён в младшие унтер-офицеры с назначением в 1-ю роту. 21 февраля 1913 года был награждён светло-бронзовой медалью в память 300-летнего юбилея дома Романовых. 14 апреля 1913 года произведён в корабельные гардемарины. 9 мая 1913 назначен в практическое плавание на крейсере «Баян». 18 мая 1913 зачислен для довольствия в 1-й Балтийский флотский экипаж. 5 октября 1913 года Высочайшим приказом № 1219 был произведён в мичманы и назначен в Учебно-артиллерийский отряд Балтийского флота. 15 июня 1914 назначен на линкор «Севастополь» (в плавании с 1 по 17 июля), при этом 8 июля списан в наличие 2-го Балтийского флотского экипажа. 16 сентября 1914 становится исполняющим должность адъютанта и заведующим командой музыкантов и писарей 2-го Балтийского флотского экипажа, и 7 августа 1915 утверждён в должности адъютанта. 28 февраля 1915 года награждён светло-бронзовой медалью в память 200-летнего юбилея Гангутской победы, а 10 августа того же года медалью «За труды по отлично проведённой мобилизации 1914 года». 7 марта 1916 года на «кампанию сего года» назначен вахтенным начальником портового судна «Работник», после чего 30 октября 1916 возвращён во 2-й Балтийский флотский экипаж. Высочайшим приказом № 1594 от 10 апреля 1916 года произведён в лейтенанты. 6 декабря 1916 года награждён «за отлично-усердную службу и труды, понесённые по обстоятельствам военного времени», орденом Св. Станислава 3-й степени.
После Февральской революции 1917 года избран командиром роты музыкантов и писарей 2-го БФЭ и командиром посыльного судна «Дозорный». В сентябре 1917 года вместе с кораблём переведён в Ладожское озеро для несения дозорной службы. 17 октября 1917 года зачислен слушателем Михайловской артиллерийской академии (с прикомандированием для довольствия к Петроградской портовой конторе), которую окончил в 1920 году уже как Артиллерийскую академию РККА.
С 1920 года артиллерийский приёмщик, с 1922 года старший артиллерийский приёмщик артотдела Главного морского хозяйственно-технического управления (ГМХТУ) на заводе «Большевик», при этом с ноября 1921 года по 1923 год преподавал в Военно-морском училище в Ленинграде. С 1 января 1926 года старший член приёмщик Постоянной комиссии по наблюдению за постройкой кораблей в Ленинграде (Ленкомнаб). 1 сентября 1926 года назначен помощником начальника высшего оклада 4-го отдела Технического управления УВМС РККА. В 1929 году вновь назначен старшим членом-приёмщиком Ленкомнаба. С 17 сентября 1931 года — помощник начальника 5-го сектора 2-го управления УВМС РККА. 29 сентября 1932 года — заместитель председателя Постоянной комиссии по наблюдению за постройкой кораблей в Ленинграде. С 1934 года — уполномоченный 7-го отдела Управления вооружений Управления морских сил (УМС) РККА в Ленинграде. 31 мая 1936 года приказом Наркома обороны СССР № 01713/п Н. Е. Ростовцеву было присвоено звание инженер-флагмана 3-го ранга.
Жил в Ленинграде по адресу: набережная реки Фонтанки, дом 2, квартира 325. Арестован в Москве в ночь с 10 на 11 июля 1937 года во время служебной командировки. Был этапирован в Ленинград. Выездной сессией Военной коллегии Верховного суда СССР в Ленинграде 22 февраля 1938 приговорён по ст. ст. 58-1б-8-11 УК РСФСР к высшей мере наказания. Расстрелян в тот же день. Приказом НКВМФ № 0375 от 9 мая 1938 года уволен по статье 44 пункт «в» (в связи с арестом). Реабилитирован 18 июля 1957 года. Приказом Министра обороны СССР № 02358 от 8 октября 1957 года исключён из списков личного состава ввиду смерти с отменой прежнего приказа об увольнении. Его жена Нина Алексеевна Ростовцева репрессирована.